# Alexander Jansson
Alexander Jansson (ur. 1977 w Uppsali) – szwedzki ilustrator.
W Polsce nakładem Wydawnictwa Zakamarki ukazały się dwie książki z jego ilustracjami:
- Piraci Oceanu Lodowego (tyt. oryg. Ishavspirater, 2015) autorstwa Fridy Nilsson w tłumaczeniu Marty Wallin,
- Grudniowy gość (tyt. oryg. En förtrollad jul, 2016) autorstwa Siri Spont w tłumaczeniu Marty Wallin.